# Alex Ferns
Alex Ferns (Lennoxtown, 13 ottobre 1968) è un attore scozzese.

## Filmografia

### Cinema
- Spiriti nelle tenebre (The Ghost and the Darkness), regia di Stephen Hopkins (1996)
- Joyeux Noël - Una verità dimenticata dalla storia (Joyeux Noël), regia di Christian Carion (2005)
- Romans - Demoni dal passato (Romans), regia di Ludwig Shammasian e Paul Shammasian (2017)
- La furia di un uomo - Wrath of Man (Wrath of Man), regia di Guy Ritchie (2021)
- The Batman, regia di Matt Reeves (2022)
- Godzilla e Kong - Il nuovo impero, regia di Adam Wingard (2024)

### Televisione
- EastEnders – soap opera (1986)
- River City – serie TV (2017-2018)
- Chernobyl – miniserie TV, 4 episodi (2019)
- Andor – serie TV, episodio 1x02 (2022)
- The Devil's Hour – serie TV, 6 episodi (2022-in corso)

## Doppiatori italiani
Nelle versioni in italiano delle opere in cui ha recitato, Alex Ferns è stato doppiato da:
- Stefano Alessandroni in Chernobyl, The Batman
- Pasquale Anselmo in La furia di un uomo - Wrath of Man
- Marco Baroni in Andor
- Alberto Bognanni in The Devil's Hour
- Luca Graziani in Godzilla x Kong: The New Empire